# Saint-Hernin
Saint-Hernin är en kommun i departementet Finistère i regionen Bretagne i västra Frankrike. Kommunen ligger i kantonen Carhaix-Plouguer som tillhör arrondissementet Châteaulin. År 2022 hade Saint-Hernin 735 invånare.

## Befolkningsutveckling
Antalet invånare i kommunen Saint-Hernin
Referens:INSEE